# Dreamlinux
Dreamlinux fue una distribución linux modular basada en Debian GNU/Linux y creada en Brasil, que puede arrancar desde un LiveCD, y también instalarse fácilmente en el disco duro. La interfaz gráfica de usuario utilizada por Dreamlinux es Xfce aunque también opcionalmente se puede seleccionar GNOME que se incorpora en esta distribución bajo forma de módulo (ambos pueden coexistir, pudiendo el usuario elegir cual ejecutar y compartiendo ambos configuración) y, al ser un sistema modular, permite agregar nuevos módulos según los gustos del usuario, y por medio de la construcción de una nueva "Distro", resolver los requerimientos del usuario, por medio de su herramienta MKDistro.
En 2008, se clasificó la octava distribución más visitada en la página de DistroWatch.

## Software incluido
Las aplicaciones actualmente incluidas en la distribución son: La suite ofimática OpenOffice, Thunderbird, Inkscape, GIMP (GimpShop), Blender 3D, GXine, Mplayer, Kino DV, AviDemux, GnomeBaker, Audacy, Orage (Organizador Personal), Evince (Lector PDF), entre otros. Además posee X.Org, completo soporte para multimedia (ALSA y otros), detección automática de tarjetas de video y monitores, y MKDistro v2.5. Para más características ver en  Archivado el 6 de marzo de 2007 en Wayback Machine.
La interfaz gráfica de usuario de Dreamlinux tiene una fuerte similitud al entorno de Mac OS X de  Apple, con una barra de íconos centrada y animada. Se puede elegir entre el panel de Xfce o Engage, el lanzador de Enlightenment 17.

## Edición Multimedia GL
La versión 2.2 de DreamLinux es la Edición Multimedia AIGLX. Esta versión proporciona  por defecto Beryl + AIGLX, que puede ser utilizada fácilmente después de la instalación inicial. Una marcada característica presente es la configuración automática de AIGLX para tarjetas Nvidia y ATI.

## Versión 3.2 y 3.3
Desde la versión 3.0 se ha incluido soporte para codecs multimedia, siendo capaz de reproducir los formatos: avi (xvid/divx), mpg, mp4 (h264), mp3, ogg, ogm, mov (quicktime), flac, aac, wav, ape, flv (videos en flash), swf, CD audio, video CD , DVD y videos para ipod.
Para la instalación de formatos propietarios de video y soporte completo de DVD, se debe instalar el soporte usando la herramienta llamada Easy-Install, que permite realizarlo con un par de clics.

## Versión 3.5
Dreamlinux 3.5 es una actualización del escritorio Dreamlinux 3.0. Este nuevo lanzamiento destaca al escritorio XFCE, contando con el escritorio Gnome como una opción adicional en forma de módulo.
Está basado en Debian GNU/Linux 5.0, también conocido como Lenny, y cuenta con la versión 2.6.28.5 del núcleo Linux así como nuevo iconos y un nuevo tema GTK+.